# Konstantin Vassiljev

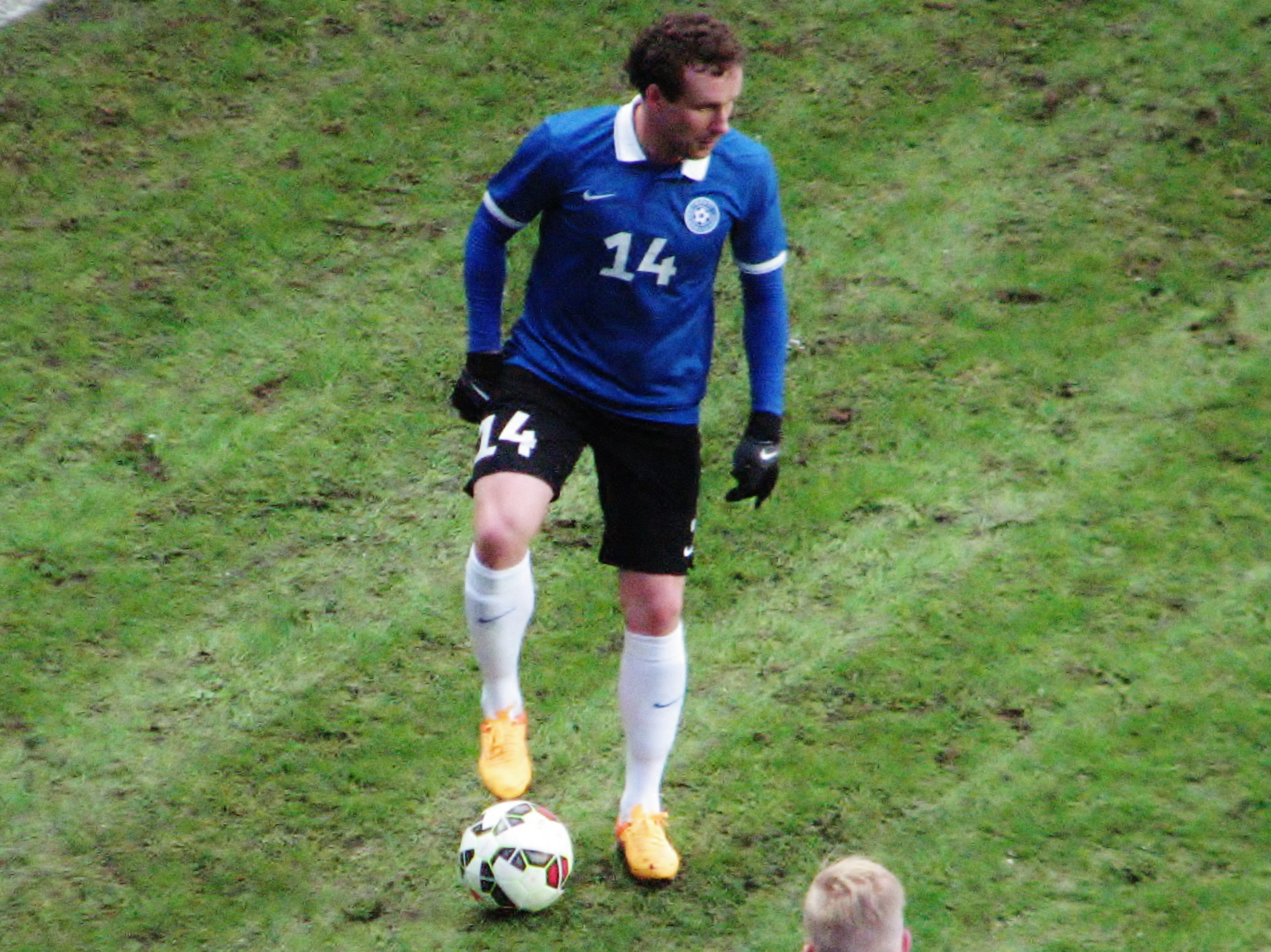
Konstantin Vassiljev (2015)

Konstantin Vassiljev (* 16. srpna 1984, Tallinn, Estonská sovětská socialistická republika, SSSR) je estonský fotbalový záložník a reprezentant, v současnosti působí v klubu Piast Gliwice.
V letech 2010, 2011 a 2013 byl zvolen v Estonsku fotbalistou roku.

## Klubová kariéra
- Tallinna JK (mládež)
- Tallinna JK 2000–2002
- →  HÜJK Emmaste (hostování) 2002
- FC Levadia Tallinn 2003–2007
- NK Nafta Lendava 2007–2011
- FC Koper 2011
- FK Amkar Perm 2011–2014
- Piast Gliwice 2014–2015
- Jagiellonia Białystok 2015–2017
- Piast Gliwice 2017–2019

## Reprezentační kariéra
V A-mužstvu Estonska debutoval 31. 5. 2006 v přátelském zápase v Tallinnu proti reprezentaci Nového Zélandu (remíza 1:1).